# Польсько-український кордон

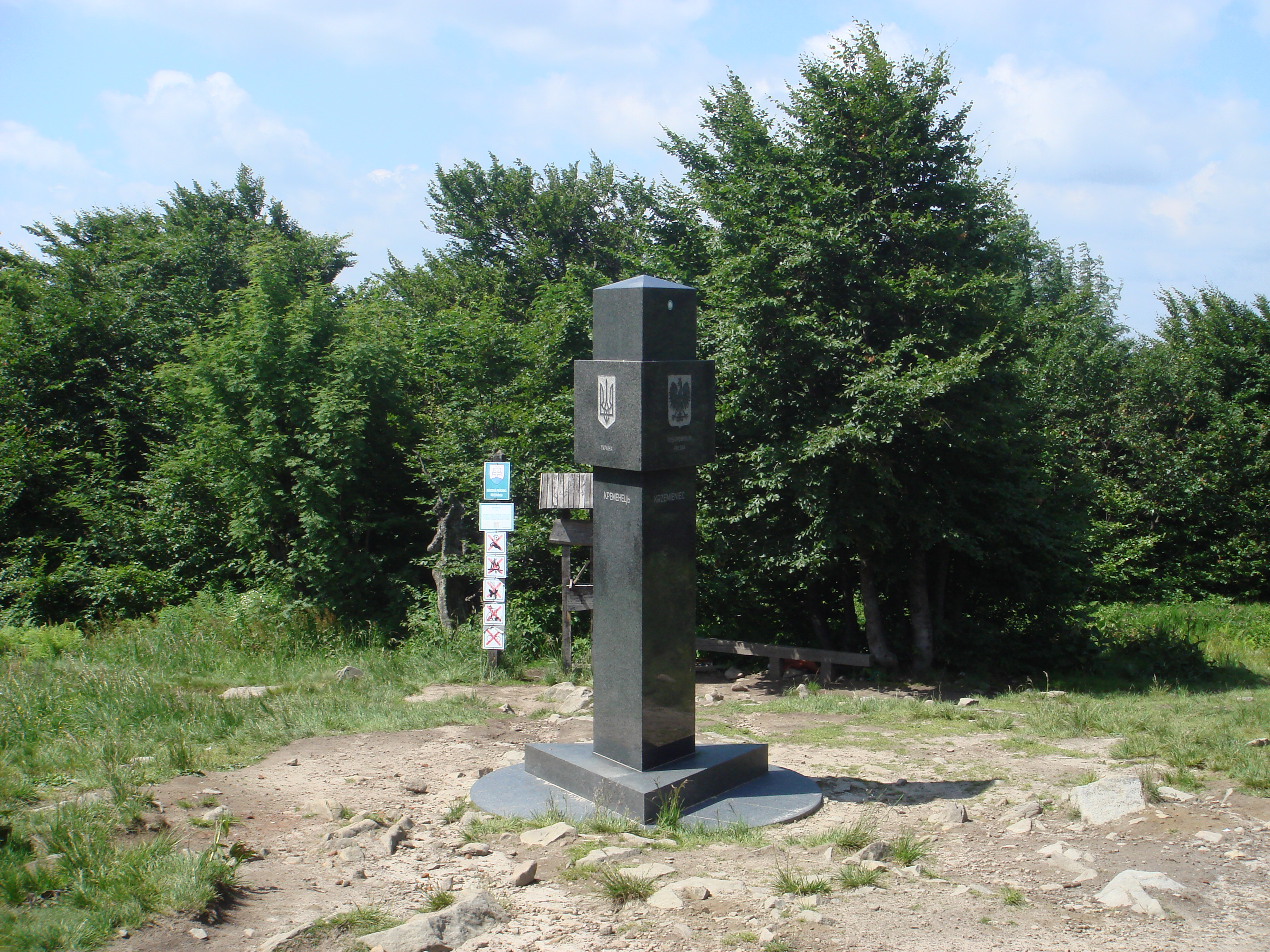
Знак на потрійному стику кордонів України, Польщі та Словаччини.

Польсько-український кордон — кордон між Україною та Польщею, що існує формально з моменту набуття незалежності України від Радянського Союзу, тобто від 24 серпня 1991. До 1991 року нинішній польсько-український кордон був частиною польсько-радянського кордону й мав ідентичне розташування. Довжина кордону становить 535 км.
Польсько-український кордон є також зовнішнім кордоном Європейського Союзу.

## Розташування кордону
Кордон з Україною простягається від Ужоцького перевалу, по долині Сян на схід від Літовищів та Устриків Долішніх, перетинає долину річки Стривігор, Перемишльські ворота, в районі Крилова досягає річки Буг, а потім проходить вздовж Бугу на Собібір. Відділяє польські Підкарпатське та Люблінське воєводства на заході від українських Закарпатської, Львівської та Волинської областей на сході.

## Пункти перетину кордону
На польсько-українському кордоні знаходиться 12 пунктів перетину кордону — 6 автодорожніх і 6 залізничних. Планується створення ще чотирьох пунктів перетину кордону.

### Автодорожні
1. Ягодин — Дорогуськ
2. Устилуг — Зосин
3. Угринів — Долобичів
4. Рава-Руська — Гребенне
5. Краковець — Корчова
6. Шегині — Медика (також діє пішохідний пункт пропуску)
7. Смільниця — Коростенко
8. Грушів — Будомир

### Залізничні
1. Ягодин — Дорогуськ
2. Рава-Руська — Гребенне
3. Володимир — Грубешів
4. Хирів — Коростенко
5. Мостиська — Перемишль
6. Рава-Руська — Верхрата

## Рух через кордон
Аналіз руху на польсько-українському кордоні протягом 1990-х років дозволяє зауважити певне зниження подорожей польських громадян в Україну, і збільшення подорожей українських громадян до Польщі. Наприклад, в 1995 році найбільший пункт перетину у Медиці перетнуло 3,4 млн чоловік. З цього числа у Польщу в'їхало 1,5 млн іноземців і 100 тисяч поляків, а виїхало з Польщі 1,7 мільйонів іноземців, і 100 тисяч поляків. Подібні співвідношення спостерігалися і на інших пунктах перетину.
В 1996 році українсько-польський кордон перетнули 10,6 млн осіб, що було на 10,4 % більше ніж у 1995 і на 60 % більше, ніж у 1996. На початку 2000-х років польсько-український кордон перетинали до вісімнадцяти мільйонів осіб і до шести мільйонів транспортних засобів. Останніми роками в середньому українсько-польський кордон перетинають п'ятнадцять мільйонів осіб і більш ніж чотири мільйони транспортних засобів.